# تاریخچه خون
تاریخچه خون 
(به تلوگویی: Rakta Charitra) و (به انگلیسی: History of blood) فیلمی هندی محصول سال ۲۰۱۰ و به کارگردانی رام گوپال وارما است. در این فیلم بازیگرانی همچون ویوک اوبروی، سودیپ، رادیکا آپته، شاتورگان سینها، کوتا سرینیواسا راو، آبهیمانیو سینگ، سوشانت سینگ، راجندرا گوپتا، زارینا وهاب، اشیش ویدیارتی، آشوینی کالسکار، دارشان جاریوالا، سوشمیتا موکرجی، چتانیا ادیب و سلمان یوسف خان ایفای نقش کرده‌اند.